# Народний комісаріат з військових справ РРФСР
Наро́дний комісаріа́т з військови́х спра́в РРФСР (рос. Народный комиссариат по военным делам РСФСР) — державний орган РРФСР, що здійснював керівництво армією. Діяв із 23 листопада 1917 року, після скасування Військового міністерства, до 12 листопада 1923 року. Із грудня 1922 року фактично виконував функції органу влади СРСР.

## Історія
26 жовтня 1917 року декретом «Про заснування Ради Народних Комісарів» II Всеросійського з'їзду Рад робітничих і солдатських депутатів утворено Комітет з військових і морських справ, 27 жовтня його перейменовано на Раду народних комісарів з військових і морських справ. На її основі 23 листопада 1917 року створено Народний комісаріат з військових справ на чолі з колегією, на яку було покладено функції управління апаратом колишнього Військового міністерства.
Після створення у вересні 1918 року Революційної військової ради республіки загальне керівництво збройними силами здійснював Народний комісаріат з військових справ, головою якого і одночасно народним комісаром з військових справ був Л. Д. Троцький. Скасований у зв'язку з утворенням Народного комісаріату з військових і морських справ СРСР у 1923 році.

## Народні комісари
- Подвойський Микола Ілліч (23 листопада 1917 — 13 березня 1918);
- Троцький Лев Давидович (14 березня 1918 — 12 листопада 1923).